# Disonorata (film 1947)
Disonorata (Dishonored Lady) è un film del 1947, diretto da Robert Stevenson. Si basa su Dishonored Lady, un lavoro teatrale firmato da Edward Sheldon e Margaret Ayer Barnes che, prodotto da Guthrie McClintic, venne rappresentato a Broadway all'Empire Theatre presentato in prima il 4 febbraio 1930. Dramma psicologico con risvolti noir, la pellicola si avvale della sofferta recitazione di Hedy Lamarr nel periodo della sua piena maturità artistica. Nel film è presente anche l'attore nonché marito della diva John Loder, anche se i due erano oramai separati e prossimi al divorzio

## Trama
Madeleine Damien (Hedy Lamarr) è la fashion editor di una rivista di Manhattan chiamata Boulevard. Gli uomini sono attratti da lei, tra cui il capo Victor Kranish, il ricco pubblicitario Felix Courtland (John Loder)  e l'ex assistente Jack Garet, che ora lavora per Courtland . La sua disinvoltura nell'accettare la corte degli uomini la espone a pettegolezzi e ironie, che a lungo andare provocano in lei sensi di colpa e ansia.
Madeleine per la forte tensione ha un incidente con l'auto vicino alla casa dello psichiatra Dr. Richard Caleb (Morris Carnovsky) , che la scopre priva di sensi e si prende cura di lei. Con l'aiuto del dottor Caleb, Madeleine si rende conto che sta scappando da se stessa proprio come suo padre potrebbe aver fatto anni prima, portandolo al suicidio. Sotto stress dalle esigenze del suo lavoro e dalle maldicenze, improvvisamente se ne allontana e scompare dalla scena della moda. Sotto un altro nome, si trasferisce in un appartamento più piccolo dove inizia a dipingere, una passione ereditata dal padre. Incontra il suo vicino, il bel ricercatore medico David Cousins (Dennis O'Keefe) , che le propone di disegnare le cellule che egli studia al microscopio . Lavorano a stretto contatto, dando vita a un eccellente documento che David è invitato a presentare a una conferenza. Lui le propone di sposarsi, ma Madeleine è titubante perché non ha mai raccontato a David della sua travagliata vita sentimentale.
I precedenti colleghi di Madeleine e Courtland scoprono cosa ne è stato di lei. Courtland la sorprende nel suo appartamento, ma lei lo respinge. Quando David è via, una collega di Boulevard la contatta per un consiglio tecnico, ma Madeleine non vuole avere nulla a che fare con la rivista. Tuttavia, acconsente a incontrare la sua collega in un nightclub, e anche il suo ex capo e lo stesso Garet finiscono per incontrarla. Beve troppo e presto si ritrova nella villa di Courtland , che le aveva offerto un passaggio in auto. Courtland la bacia, ma l'incontro viene interrotto quando appare Garet. Garet aveva rubato una pietra preziosa dalla cassaforte segreta di Courtland, e vuole cercare di dissuadere lo stesso dall'informare la polizia. Ne nasce una accesa discussione. Madeleine ascolta dalla stanza attigua e si rende improvvisamente conto di essere ricaduta negli errori del passato e coglie l'occasione di allontanarsi dalla casa, non vista, da una uscita di servizio sotto la pioggia . Garet nel frattempo, dopo essere stato allontanato dal padrone di casa, ritorna e uccide Courtland colpendolo con un grosso accendino da tavolo.
Il giorno dopo, David ritorna presto dalla sua conferenza. Madeleine viene a sapere dell'omicidio dal giornale e si rende conto di essere nei guai. La polizia arriva  per interrogarla e così David viene a conoscenza nel modo peggiore della falsa identità di Madeleine. Deluso dalle menzogne e nel sentire del passato di Madeleine, rinnega la sua promessa di sposarla.
Madeleine è accusata dell'omicidio. Durante il suo processo, sembra catatonica, completamente disinteressata al procedimento e rifiuta i suggerimenti dell'avvocato. David, dopo un colloquio con il dottor Caleb si rende conto di aver abbandonato al suo destino ingiustamente la donna, e quando sul  banco dei testimoni  gli viene chiesto se la ama ancora, lui risponde affermativamente. A seguito di questo, Madeleine diventa una testimone cooperante, la cassaforte della casa di Courtland e il furto vengono scoperti, e David, sospettando che Garet possa nascondere qualcosa, lo affronta. Dopo una zuffa Garet viene arrestato e confessa l'omicidio, e Madeleine viene assolta.
Madeleine lascia a David una lettera spiegandogli che non può sposarlo fino a quando non è sicura di poter essere davvero la persona che lui aveva creduto che fosse. Mentre Madeleine è all'aeroporto in attesa di un aereo, il dottor Caleb la informa che sta commettendo un errore fuggendo. David arriva giusto in tempo per trattenere Madeleine sulla pista. L'aereo parte senza di lei mentre i due si abbracciano.

## Produzione
Prodotto dalla società Hunt Stromberg Productions (che utilizzò il nome Mars Film Corp.), il film venne girato tra i primi di maggio e la fine di luglio del 1946 in California.
Il film ebbe grossi problemi in fase di scrittura per l'opposizione del Motion Picture Production Code alle tematiche trattate quali la disinvoltura della protagonista nelle relazioni con l'altro sesso e relative "notti di sordida passione", i riferimenti ad una seconda storia d'amore vissuta in Messico, oltre ai segreti della famiglia di Madeleine, e infine la possibilità che fosse un'assassina o avesse anche solo contemplato l'omicidio.
Il film sforò il budget previsto (un milione e 200.000 dollari) e si rivelò un insuccesso al botteghino.

## Distribuzione

### Data di uscita
Il film venne distribuito in varie nazioni, fra cui:
- Stati Uniti d'America, Dishonored Lady  16 maggio 1947
- Svezia, Vanärad 6 ottobre 1947
- Finlandia, Häväisty nainen 1º aprile 1949
- Danimarca, Kvinden uden ære 31 ottobre 1949